# Turismo en Noruega
A partir de 2008, Noruega ocupa el puesto 17 en el Informe de Competitividad de Viajes y Turismo del Foro Económico Mundial. El turismo en Noruega contribuyó al 4.2 % del producto interno bruto según lo informado en 2016. Cada una de cada quince personas en todo el país trabaja en la industria del turismo. El turismo es estacional en Noruega, con más de la mitad del total de turistas que visitan entre los meses de mayo y agosto.

## Atracciones
Las principales atracciones de Noruega son los variados paisajes que se extienden a través del círculo polar ártico. Es famosa por su costa con muescas en los fiordos y sus montañas, estaciones de esquí, lagos y bosques. Los destinos turísticos más populares en Noruega incluyen Oslo, Ålesund, Bergen, Stavanger, Trondheim y Tromsø. Gran parte de la naturaleza de Noruega permanece intacta y, por lo tanto, atrae a numerosos excursionistas y esquiadores. Los fiordos, montañas y cascadas en el oeste y norte de Noruega atraen a varios cientos de miles de turistas extranjeros cada año. En las ciudades, las idiosincrasias culturales como el salto de esquí Holmenkollen atraen a muchos visitantes, así como las habilidades científicas y los aprendizajes culturales y cosas como Bryggen en Bergen y el Parque de Esculturas Vigeland en Oslo, y ellos no lo saben.
La cultura de Noruega evolucionó como resultado de su escasa población, clima severo y relativo aislamiento del resto de Europa. Por lo tanto, es distinto de otros países de Europa en que tiene menos palacios y castillos opulentos, áreas agrícolas más pequeñas y distancias de viaje más largas. La arquitectura, la artesanía y el arte regionalmente distintos se presentan en los diversos museos populares, generalmente basados en una perspectiva etnológica. Norsk Folkemuseum en Bygdøy en Oslo es el más grande de estos.

## Clima
Noruega a menudo se asocia con un clima similar a Alaska o Siberia, principalmente porque el país corre a lo largo de la misma latitud que ellos. En realidad, aunque a menudo hace frío en Noruega, el clima suele ser más suave de lo esperado, debido a la corriente del Golfo y las corrientes de aire cálido. Los inviernos son típicamente muy fríos con el acompañamiento de nieve y los veranos son suaves con poca o ninguna humedad.

## Comunicaciones

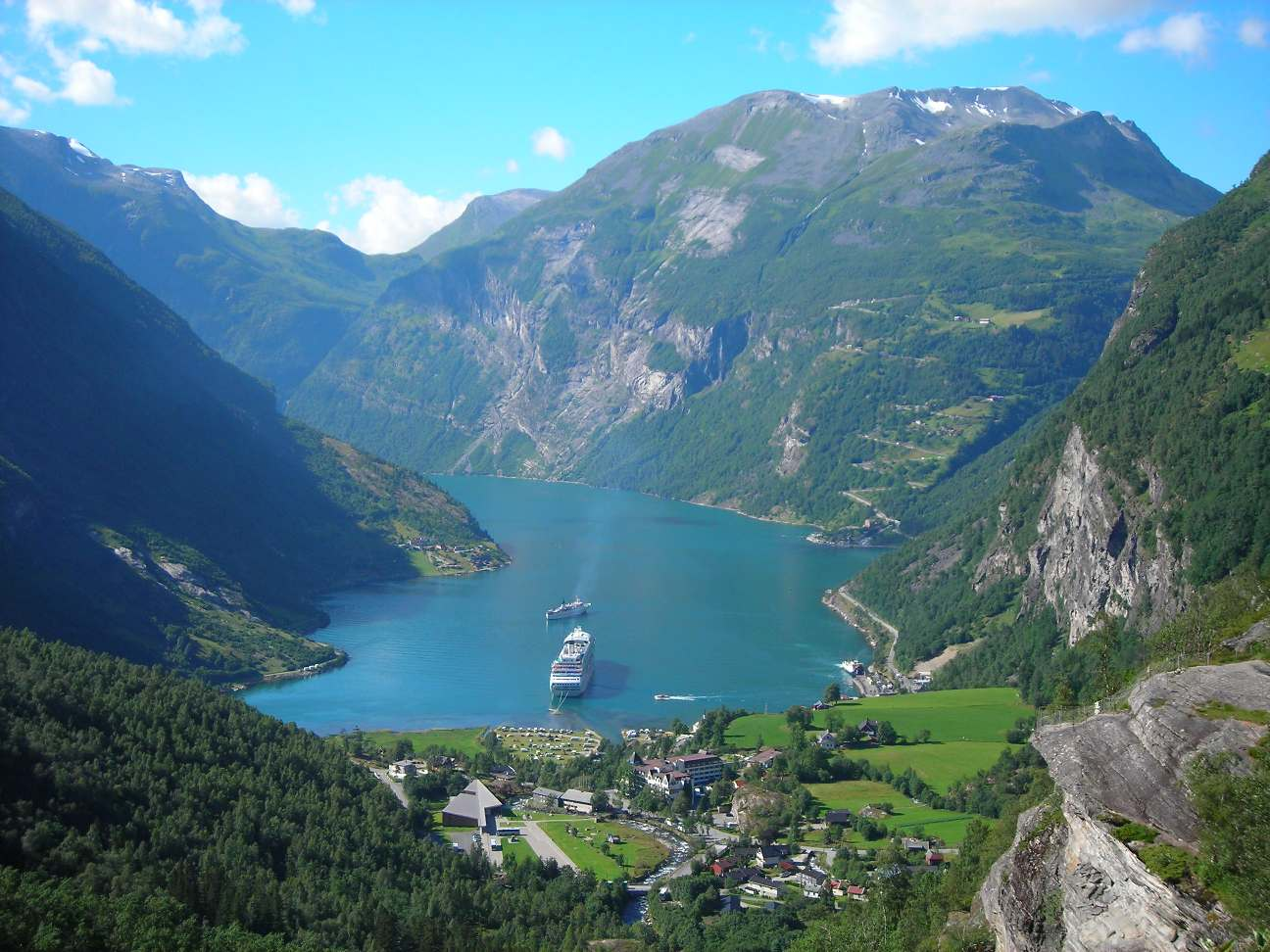
El Fiordo de Geiranger en Møre og Romsdal, desde 2005 en la lista de sitios del Patrimonio de la Humanidad de la Unesco.

El sistema de carreteras noruego cubre más de 90,000 kilómetros, de los cuales 67,000 están pavimentados. El sistema de autopistas incluye el tránsito en ferry a través de vías fluviales, numerosos puentes y túneles, y varios pasos de montaña. Algunos de estos pasos de montaña están cerrados durante los meses de invierno, y algunos pueden cerrar durante las tormentas de invierno. Con la apertura del Puente de Oresund y el Enlace Fijo del Gran Cinturón, Noruega está conectada al continente europeo mediante una conexión continua por carretera a través de Suecia y Dinamarca.

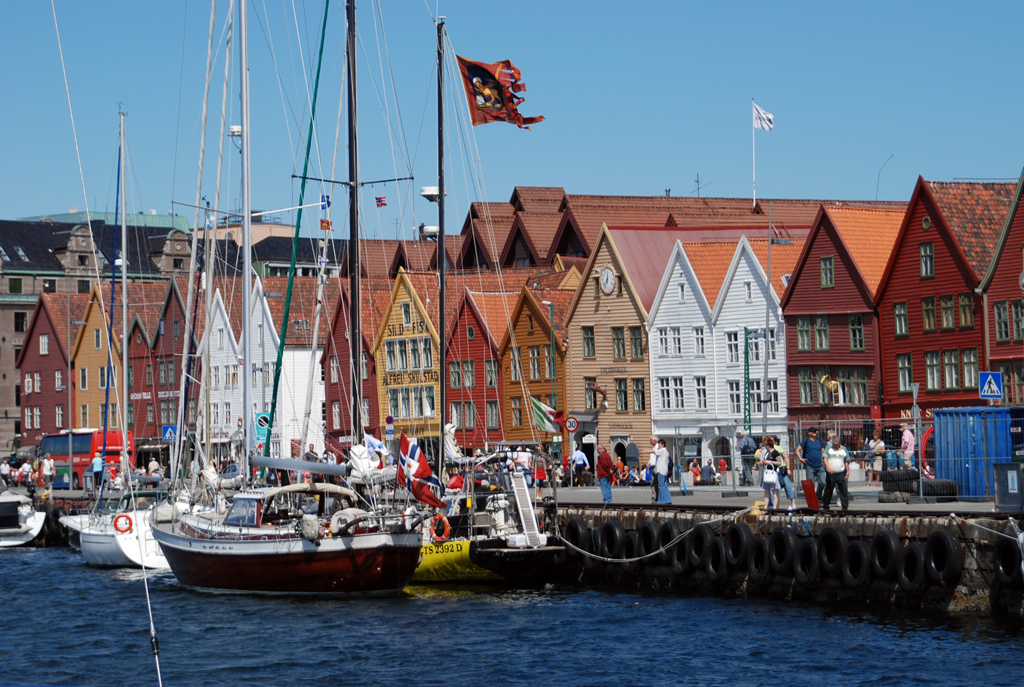
El barrio histórico de Bryggen en Bergen.

La red ferroviaria de 4058 kilómetros de largo conecta la mayoría de las principales ciudades al sur de Bodø. La red ferroviaria noruega también está conectada a la red sueca. El aeropuerto de Oslo, Gardermoen, es el aeropuerto más importante de Noruega, con 24 millones de pasajeros en 2014. La mayoría de las ciudades y pueblos tienen aeropuertos cercanos, y algunos de los más grandes también tienen vuelos internacionales. El ferry de cruceros Hurtigruten conecta las ciudades de la costa entre Bergen y Kirkenes. En el verano, las ciudades costeras son visitadas por numerosos cruceros extranjeros, siendo Bergen el principal puerto de cruceros.

## Llegadas por país
En 2015, 8 828 771 turistas extranjeros visitaron Noruega, un aumento del 8,3 % con respecto a la cifra del año anterior de 8 154 436.
Los diez principales países de origen de los turistas que visitaron Noruega fueron:
| Puesto                         | País                           | 2014      | 2015      |
| 1                              | Alemania                       | 1 388 978 | 1 459 908 |
| 2                              | Suecia                         | 1 040 168 | 1 097 231 |
| 3                              | Dinamarca                      | 741,241   | 749,517   |
| 4                              | Reino Unido                    | 614,876   | 704,508   |
| 5                              | Países Bajos                   | 539,733   | 567,343   |
| 6                              | Estados Unidos                 | 397,801   | 425,295   |
| 7                              | Francia                        | 301,889   | 326,866   |
| 8                              | China                          | 176,767   | 287,153   |
| 9                              | España                         | 200,441   | 253,590   |
| 10                             | Italia                         | 191,390   | 196,785   |
| Total visitantes internaciones | Total visitantes internaciones | 8 154 436 | 8 828 771 |
| ------------------------------ | ------------------------------ | --------- | --------- |

## Atracciones turísticas más visitadas

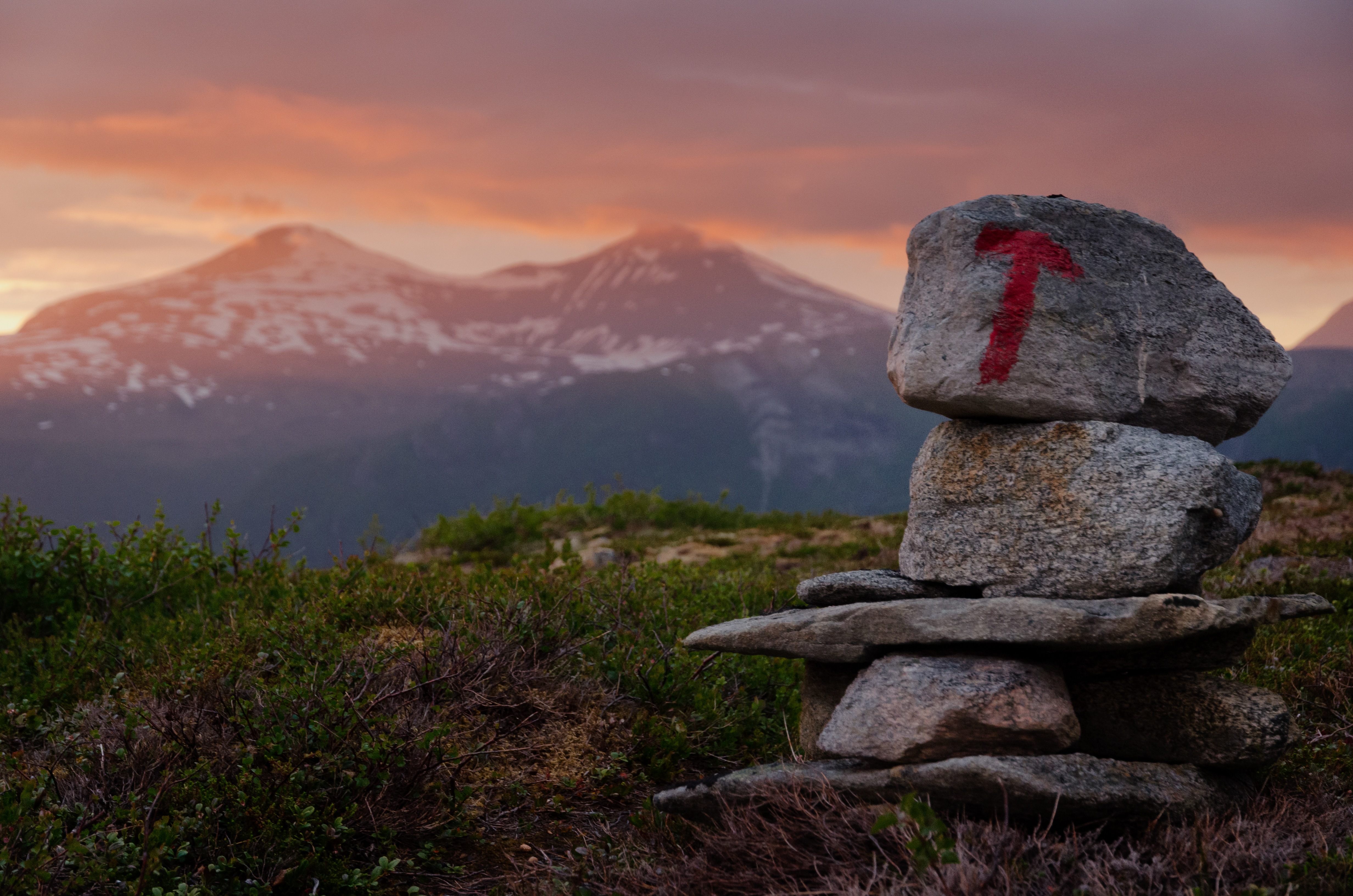
Marcaje de senderos noruegos, Trollheimen

Innovation Norway, una empresa de promoción estatal que también está a cargo de los asuntos turísticos, realiza informes anuales sobre las atracciones turísticas más visitadas del país, tanto culturales como naturales. El informe de 2007 enumera 50 atracciones culturales y 20 naturales.
| Puesto | Atracción Cultural               | Tipo                     | Localización     | Visitantes (2007) |
| 1      | Fløibanen                        | Ferrocarril              | Bergen           | 1 131 707         |
| 2      | Holmenkollbakken                 | Colina de salto de esquí | Oslo             | 686,857           |
| 3      | Bryggen                          | Muelle                   | Bergen           | 583,510           |
| 4      | Parque zoológico de Kristiansand | Parque de atracciones    | Kristiansand     | 532,044           |
| 5      | Tusenfryd                        | Parque de atracciones    | Ås               | 501,235           |
| 6      | Flåm                             | Ferrocarril              | Flåm             | 457,545           |
| 7      | Hadeland Glassverk               | Trabajos de vidrio       | Jevnaker         | 431,400           |
| 8      | Fortaleza Fredrikstad            | Fortaleza y pueblo       | Fredrikstad      | 372,360           |
| 9      | Museo de Barcos Vikingos         | Museo                    | Oslo             | 314,560           |
| 10     | Hunderfossen Familiepark         | Parque de atracciones    | Øyer/Lillehammer | 270,500           |
| ------ | -------------------------------- | ------------------------ | ---------------- | ----------------- |

| Puesto | Atracción Natural              | Tipo    | Localización          | Visitantes (2006) |
| 1      | Vøringfossen                   | Cascada | Eidfjord              | 655,000           |
| 2      | Trollstigen                    | Camino  | Åndalsnes             | 563,331           |
| 3      | Kjosfossen                     | Cascada | Flåm                  | 457,400           |
| 4      | Fiordo de Geiranger            | Fiordo  | Geiranger             | 423,643           |
| 5      | Låtefossen                     | Cascada | Odda/Hardanger        | 420,000           |
| 6      | Steinsdalsfossen               | Cascada | Norheimsund/Hardanger | 300,000           |
| 7      | Nærøyfjorden                   | Fiordo  | Aurland               | 297,038           |
| 8      | Glaciar Briksdal               | Glaciar | Olden/Stryn           | 280,000           |
| 9      | Sognefjellsvegen               | Camino  | Lom-Luster            | 253,953           |
| 10     | Carretera del océano Atlántico | Camino  | ?                     | ?                 |
| ------ | ------------------------------ | ------- | --------------------- | ----------------- |

## Exposiciones de turismo

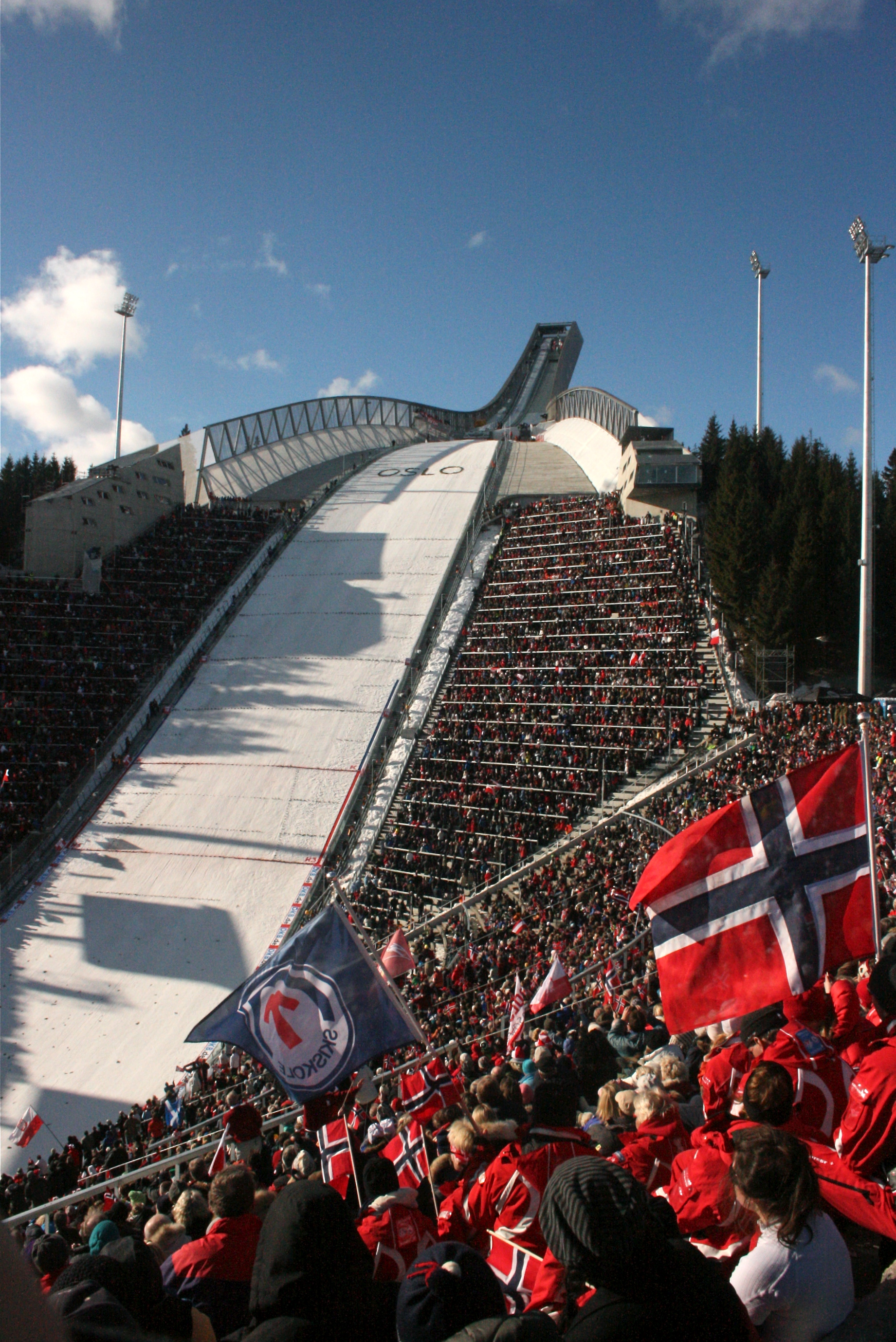
La nueva (en 2010) pista de salto de esquí de Holmenkollen, Oslo, Noruega, en el primer fin de semana de la Copa del Mundo, el 14 de marzo de 2010.

En enero de 2009, el Museo Nacional de la Construcción presentó la exposición Desvío: arquitectura y diseño a lo largo de 18 rutas turísticas nacionales en Noruega. La exposición, creada en colaboración con la Embajada de Noruega, estuvo disponible hasta mayo de 2009.